# Anoectochilus nicobaricus
Anoectochilus nicobaricus är en orkidéart som beskrevs av Nambiyath Puthansurayil Balakrishnan och P.Chakra. Anoectochilus nicobaricus ingår i släktet Anoectochilus och familjen orkidéer.
Artens utbredningsområde är Nicobarerna. Inga underarter finns listade i Catalogue of Life.